# Ахтговен (Монтфорт)
Ахтговен (нід. Achthoven) — селище в нідерландській провінції Утрехт. Входить до муніципалітету Монтфорт.
Перша згадка про населений пункт датується 1306 роком. Наразі у ньому нараховується близько 60 будинків.
До 1857 року мало статус окремого муніципалітету.

## Галерея

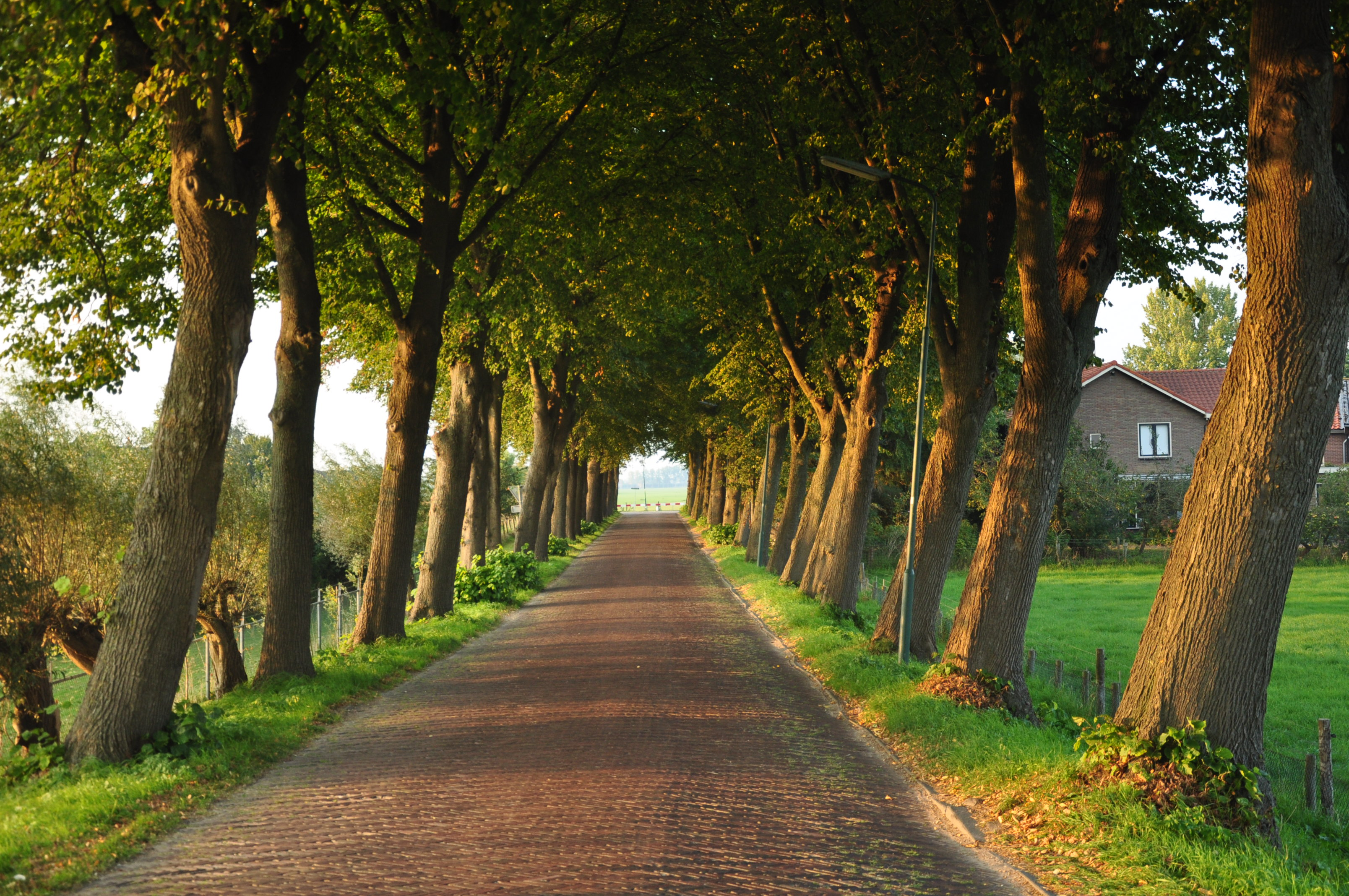
Селищна дорога
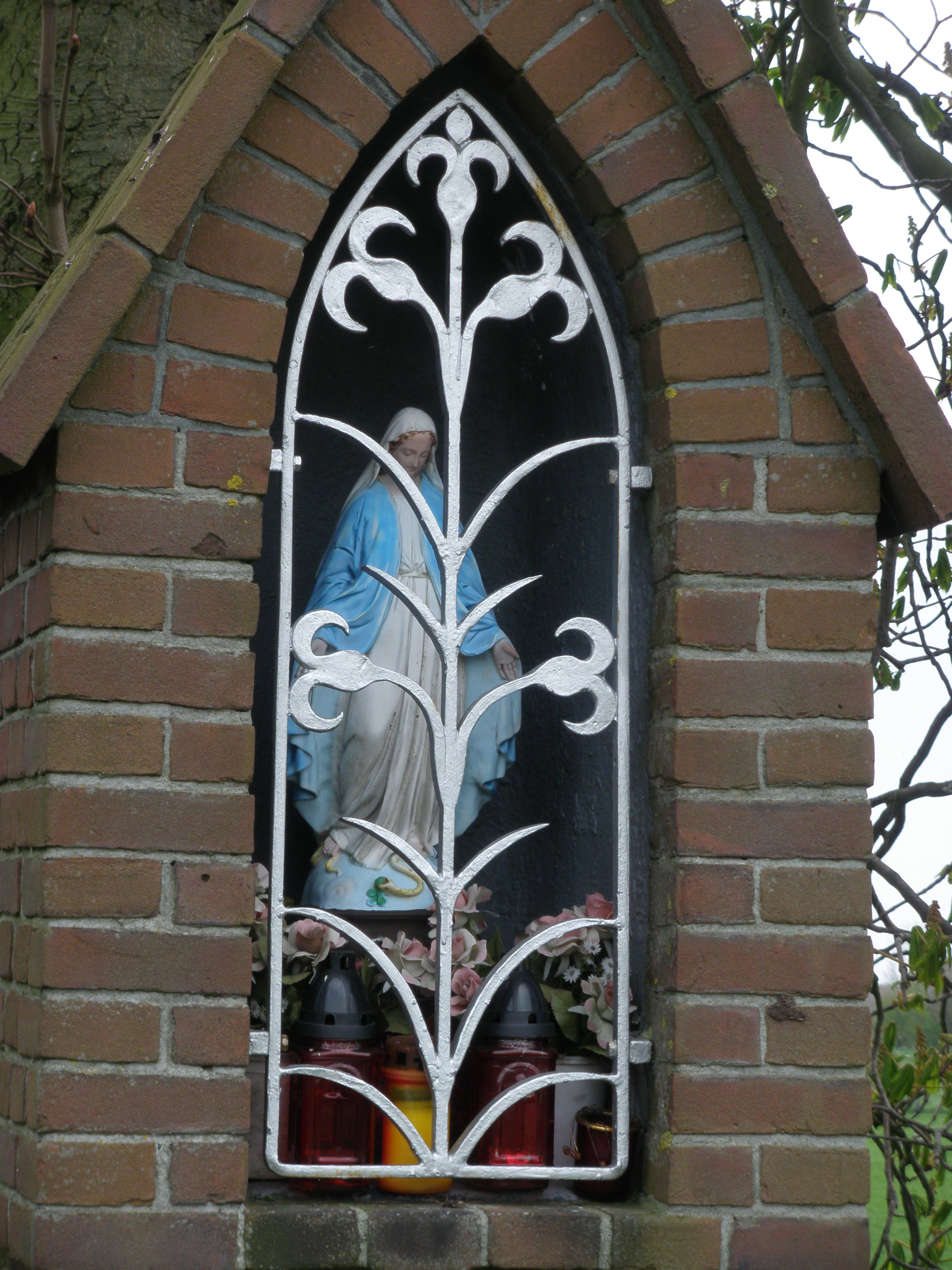
Каплиця у селищі